# Presidenti della Namibia
I presidenti della Namibia dal 1990 (data di indipendenza dal Sudafrica) sono i seguenti.

## Lista
| Presidente | Presidente | Presidente             | Partito | Elezione                   | Mandato         | Mandato             |
| Presidente | Presidente | Presidente             | Partito | Elezione                   | Inizio          | Fine                |
| ---------- | ---------- | ---------------------- | ------- | -------------------------- | --------------- | ------------------- |
|            |            | Sam Nujoma             | SWAPO   | 1989, 1994, 1999           | 21 marzo 1990   | 21 marzo 2005       |
|            |            | Hifikepunye Pohamba    | SWAPO   | 2004, 2009                 | 21 marzo 2005   | 21 marzo 2015       |
|            |            | Hage Geingob           | SWAPO   | 2014, 2019                 | 21 marzo 2015   | 4 febbraio 2024 (†) |
|            |            | Nangolo Mbumba         | SWAPO   | Vicepresidente; ad interim | 4 febbraio 2024 | 21 marzo 2025       |
|            |            | Netumbo Nandi-Ndaitwah | SWAPO   | 2024                       | 21 marzo 2025   | in carica           |